# Eurema lisa
Eurema lisa, comummente conhecida como a pequena-amarelo ou pequena-enxofre é uma espécie de borboleta da subfamília Coliadinae que vive na América Central e no sul da América do Norte.

## Descrição

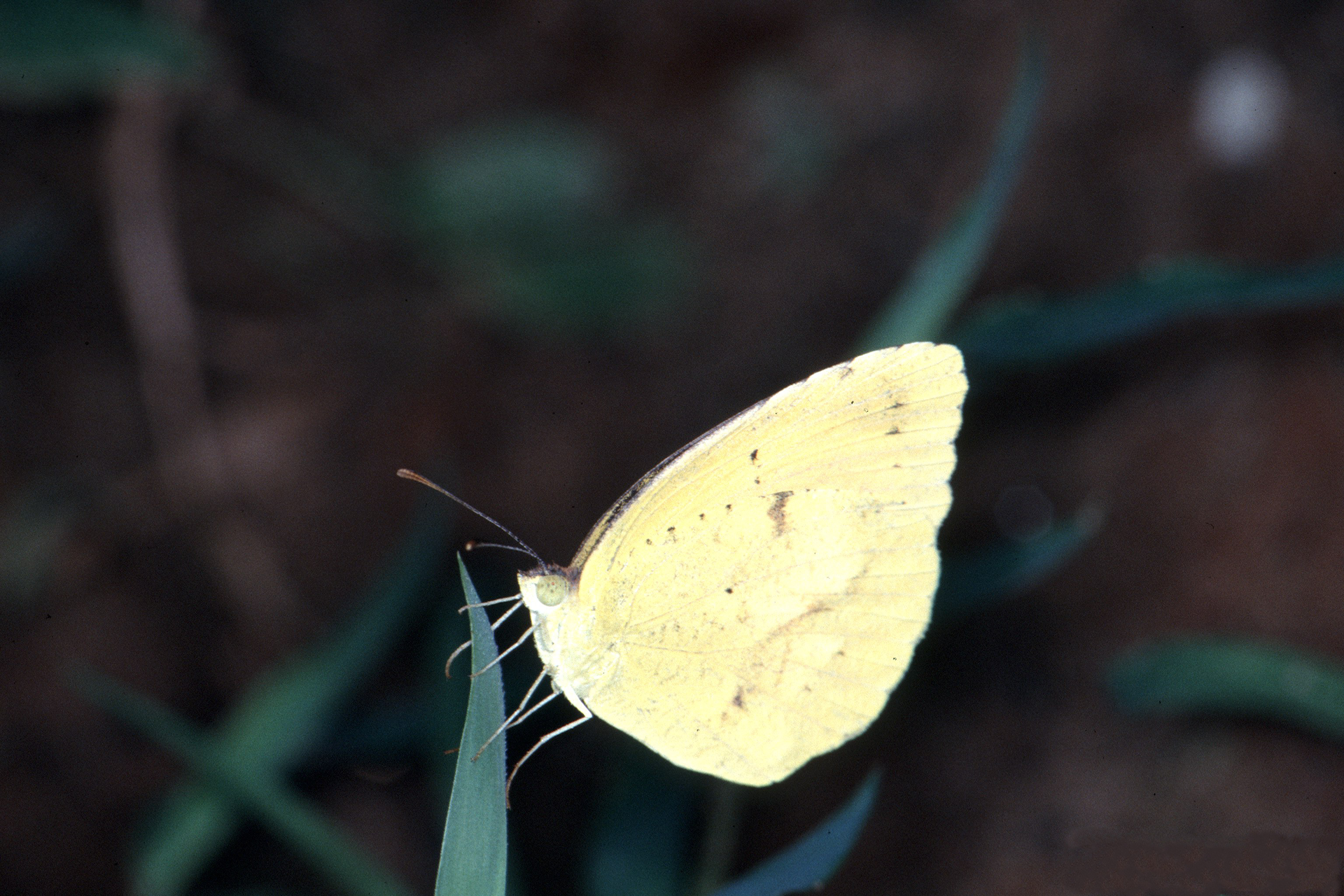

A envergadura das asas é entre 32 e 44 mm, não devendo ser confundida com a Eurema nicippe que é grande e laranja e não amarela.

### Larvas de alimentos
- Cassia fasciculata
- Cassia nicitans

### Alimento dos adultos
Os adultos se alimentam do néctar das espécies do género Aster.